# Glitch (astronomie)
În astronomie, termenul englez glitch se referă la variația bruscă a perioadei de revoluție a unui pulsar după încetinirea treptată a rotației sale.